# Asociación de Surfistas Profesionales Europa
La Asociación de Surfistas Profesionales Europa (ASP Europe) es el organismo gobernante que gestiona los eventos y los surfistas profesionales de Europa y está dedicada a mostrar los mejores talentos del continente en una variedad de formatos progresivos. Es una de las siete regiones del ASP World Tour.

## Historia

### Creación de la ASP
Fundada en 1989, la ASP Europe fue creada para promover el surfing profesional en Europa. Su objetivo es beneficiar igualmente surfistas europeos, patrocinadores y promotores de eventos por igual.
Cada año este circuito pro-am incluyen campeonatos entre abril y noviembre con Star Events de 1 a 6 estrellas, Pro Junior, Longboard y Specialty Events. La mayoría de los eventos se ejecutan en las playas famosas por sus olas de calidad. España (en muchas de sus playas y principalmente en las Islas Canarias), Francia, las Islas Azores (Portugal), Reino Unido, Irlanda... todos organizan campeonatos en el mejor de sus playas de surf y en la mejor época del año.
Más de 200 de los mejores surfistas profesionales europeas e internacionales participan en estos eventos y dan la garantía de un gran espectáculo.

## Licencia de Competición de ASP
La pertenencia a la ASP solo está disponible para los individuos.

## ASP Europe Tours
- ASP European Men's Series (ASP Prime et Star events)
- ASP European Women’s Series (ASP Star events)
- ASP European Men and Women's Pro Junior Series
- ASP European Men and Women's Longboard Series y
- ASP Europe Specialty Events.

### ASP Europe Prime & Star events
Un evento ASP Prime se lleva a cabo en lugares idóneos de alta calidad de olas con el número de inscritos limitado a 96 y máximo puntos para el Ranking del ASP World Tour. Un evento ASP Star es un menor nivel de competencia, frente a un evento ASP Prime, con su importancia indica cuántas estrellas se les asigna: más estrellas significa más nivel de competencia y más premios en metálico.

### ASP Junior events
En 2013, 6 hombres y 2 mujeres representarán a Europa en el Campeonato Mundial Junior ASP. Eventos Pro Junior en Europa deciden esos calificativos cada año. Surfistas deben ser menores de 21 años para entrar en esos eventos.

### ASP Longboard events
Igual que para el Tour Junior, estos eventos ofrecen la posibilidad de que los mejores longboarders europeos califican para los eventos Longboard ASP World Tour.

## Reglas

### Juzgamiento
En campeonatos las puntuaciones van desde 0,1 hasta 10,0 de cada ola surfeada durante una manga.
- 0–1.9 = Pobre
- 2.0–3.9 = Regular
- 4.0–5.9 = Medio
- 6.0–7.9 = Bueno
- 8.0–10.0 = Excellente

### Criterios de Evaluación
Los jueces basan la puntuación con la comparación de todas las olas surfeadas. Para mayor puntuación los surfistas deben mostrar estos elementos siguientes en cada ola: 
- Compromiso y grado de dificultad
- Maniobras innovadoras y progresivos
- Combinación de maniobras principales
- Variedad de maniobras
- Velocidad, potencia y fluidez entre maniobras.

Algunos de estos elementos pueden formar la base más importante en las condiciones de surf y el área de surf de ese día de competición. Este criterio también es diferente para eventos de longboard. Todo esto está enfocado en crear consistencia en el juzgamiento que puede ser visto a través de los diferentes eventos.
Los eventos son previamente clasificado entre 1-6 Star Events, entre otras cosas este ranking muestra el número de jueces que se requieren en el evento. A Star Events 1-3 están obligados a tener un panel de seis jueces, con cuatro jueces en cada manga. Un evento 4-6 Star requiere siete jueces, con cinco de estos jueces en cada manga. A las 5-6 Star Events y eventos principales sólo puede ser 3 jueces de una misma región. Esto se limita entonces a dos en cualquier evento de título mundial. Todos los eventos también requieren un ASP Jefe de Jueces quien tiene la capacidad de hacer correcciones a errores o cualquier otra ocurrencia que pueda haber afectado los resultados.

### Reglas de Competición
Hay muchas reglas en el agua y muchas giran en torno a la idea de quien tiene el derecho de coger una ola o ‘prioridad’. Un surfista tiene la prioridad si él o ella están más cerca de la zona donde rompen las olas, esto es más conocida como estar en el pico. Si otra persona coge la ola en frente de la persona que tiene la prioridad, entonces una interferencia será llamado y el surfista será penalizado. En la mayoría de circunstancias, no importa quién se puso de pies primero, sino quien tiene la prioridad.
Un surfista también puede recibir una interferencia si coge más de 15 olas en una manga. Un competidor tampoco se permite que interfiera con otro competidor remando ni en las maniobras de una ola.
Las reglas de prioridad variar ligeramente con el tipo de ola. Olas de un rompiente o Point Break, siempre tendrá una regla de quien está más al pico, que es la persona más arriba de la línea de la ola. En una situación donde solo un pico existe con una izquierda y una derecha, entonces dos personas son capaces de estar en la ola al mismo tiempo, siempre que uno va a la izquierda y uno va a la derecha y que ni cruzan el camino del otro. En una playa de varios picos donde la ola finalmente se une con otra ola, entonces se puede surfear las olas hasta que los surfistas se juntan, donde el surfista quien puso de pies primero tiene la prioridad y el otro tiene que maniobrar para salir de la ola sin molestar el surfista con la prioridad.
En mangas de uno contra uno el jefe de jueces decide quién tiene la prioridad. Una vez que el surfista con prioridad ha remado una ola es entonces cuando la prioridad está entregado al otro surfista hasta que este hace lo mismo. La persona con la segunda prioridad puede coge olas, siempre y cuando no interfiera con el surfista con prioridad.
Las interferencias se muestran con un triángulo en las hojas de jueces y de distintas formas dependiendo de cuándo o en qué parte de la manga se hizo. Sólo las dos mejores olas cuentan en la puntuación global de una manga. Si hay una interferencia entonces el 50% de la segunda mejor ola anotado será quitado. El surfista con que se ha interferido tendrá derecho a una ola adicional dentro del tiempo de la manga. Si un surfista interfiere más de dos veces en una manga entonces se debe abandonar el área de competición.

## Champions ASP Europe

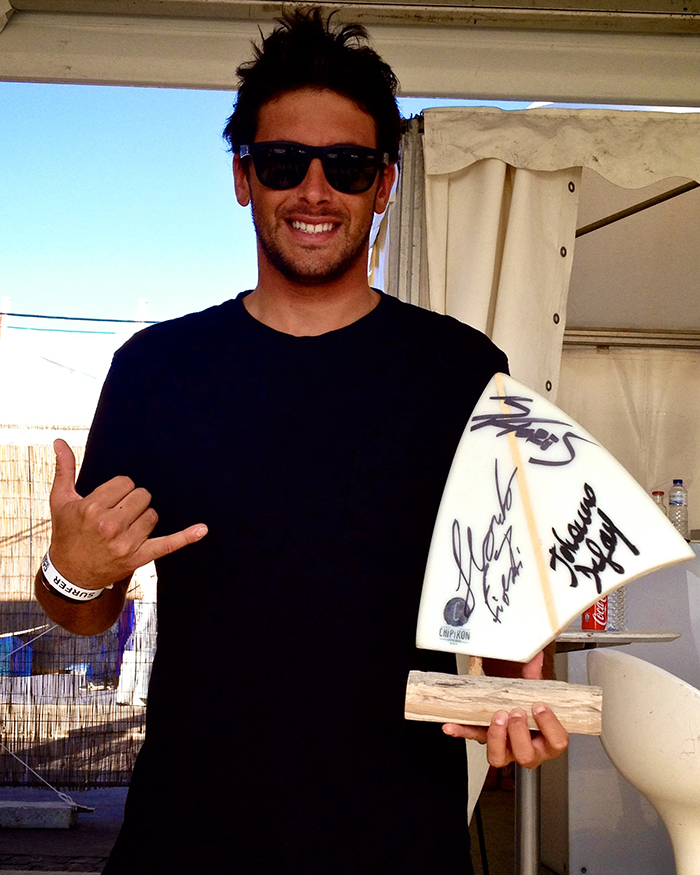
Jeremy Flores of France, 2013 ASP Europe Men's Champion

| Year | ASP Europe Senior Men's Series | ASP Europe Senior Women's Series |
| ---- | ------------------------------ | -------------------------------- |
| 2014 | Joan Duru (FRA)                | Pauline Ado (FRA)                |
| 2013 | Jeremy Flores (FRA)            | Johanne Defay (FRA)              |
| 2012 | Marlon Lipke (DEU)             | Pauline Ado (FRA)                |
| 2011 | Romain Cloitre (FRA)           | Justine Dupont (FRA)             |
| 2010 | Marc Lacomare (FRA)            | Pauline Ado (FRA)                |
| 2009 | Joan Duru (FRA)                | Lee-Ann Curren (FRA)             |
| 2008 | Tim Boal (FRA)                 | Justine Dupont (FRA)             |
| 2007 | Aritz Aranburu (ESP)           | Lee-Ann Curren (FRA)             |
| 2006 | Michel Bourez (PYF)            |                                  |
| 2005 | Patrick Beven (FRA)            | Caroline Sarran (FRA)            |
| 2004 | Justin Mujica (PRT)            | Caroline Sarran (FRA)            |
| 2003 | Patrick Beven (FRA)            |                                  |
| 2002 | Eric Rebiere (FRA)             |                                  |
| 2001 | Eneko Acero (ESP)              |                                  |
| 2000 | Eric Rebiere (FRA)             | Patricia Rossi (PYF)             |

| Year | ASP Europe Junior Men's Series | ASP Europe Junior Women's Series |
| ---- | ------------------------------ | -------------------------------- |
| 201' | Vasco Ribeiro (POR)            | Tessa Thyssen (FRA)              |
| 2013 | Leonardo Fioravanti (ITA)      | Johanne Defay (FRA)              |
| 2012 | Ramzi Boukhiam (MAR)           | Cannelle Bulard (FRA)            |
| 2011 | Medi Veminardi (REU)           | Johanne Defay (FRA)              |
| 2010 | Charly Martin (FRA)            | Pauline Ado (FRA)                |
| 2009 | Marc Lacomare (FRA)            | Johanne Defay (FRA)              |
| 2008 | Maxime Huscenot (FRA)          | Alizé Arnaud (FRA)               |
| 2007 | Romain Cloitre (FRA)           | Pauline Ado (FRA)                |
| 2006 | Joan Duru (FRA)                |                                  |
| 2005 | Jeremy Flores (FRA)            | Pauline Ado (FRA)                |
| 2004 | Marlon Lipke (DEU)             |                                  |
| 2000 | Patrick Beven (FRA)            |                                  |

| Year | ASP Europe Longboard Men's | ASP Europe Longboard Women's |
| ---- | -------------------------- | ---------------------------- |
| 2014 | Edouard Delpero (FRA)      | Justine Dupont (FRA)         |
| 2013 | No evento                  | No Evento                    |
| 2012 | Antoine Delpero (FRA)      | Alice Lemoigne (FRA)         |
| 2011 | Ben Skinner (GBR)          | Emilie Libier (FRA)          |
| 2010 | Antoine Delpero (FRA)      | Estitxu Estremo (ESP)        |
| 2009 | Ben Skinner (GBR)          | Candice O'Donnell (GBR)      |
| 2008 | Michel Demont (PYF)        | Claire Karabatsos (FRA)      |
| 2007 | Michel Demont (PYF)        | Claire Karabatsos (FRA)      |
| 2006 |                            | Claire Karabatsos (FRA)      |
| 2005 |                            | Claire Karabatsos (FRA)      |
| 2004 |                            | Claire Karabatsos (FRA)      |
| 2003 |                            | Claire Karabatsos (FRA)      |